# Battonage
Bâtonnage is een techniek die gebruikt wordt bij het maken van wijn. In het vat wordt de most waarop van nature een laag gistcellen gaat groeien tijdens en na de alcoholische gisting geroerd. De laag gist op het oppervlak wordt met stokken of staven (Frans: "batons") door de langzaam in jonge wijn veranderende most geroerd. Zo krijgt de wijn meer smaak. De techniek wordt ook bij champagne toegepast.